# Eremurus chinensis
Eremurus chinensis är en grästrädsväxtart som beskrevs av Olga Alexandrovna Fedtschenko. Eremurus chinensis ingår i släktet Eremurus och familjen grästrädsväxter. Inga underarter finns listade i Catalogue of Life.